# KEIRINグランプリ2022
KEIRINグランプリ2022（ケイリングランプリにーぜろにーにー）は、2022年12月30日に平塚競輪場にて行われた、KEIRINグランプリの38回目の開催。格付けはGP。優勝賞金は1億2380万円（本賞金のみは1億1880万円）。

## 出場選手
- 2022年11月27日に行われた第64回朝日新聞社杯競輪祭決勝戦終了後、出場選手が決定された[2][3][4][5][6]。
- 選考用賞金獲得額順位は、当年11月27日時点による。

| 番 | 選手名     | 府県   | 出場要件事項                                        | 出場回数            |
| -- | ---------- | ------ | --------------------------------------------------- | ------------------- |
| 1  | 古性優作   | 大阪   | 全日本選抜（取手）・高松宮記念杯（岸和田） 優勝     | 2回目 （2年連続）   |
| 2  | 郡司浩平   | 神奈川 | 選考用賞金獲得額 第4位                              | 4回目 （4年連続）   |
| 3  | 新山響平   | 青森   | 競輪祭（小倉） 優勝                                 | 初出場              |
| 4  | 守澤太志   | 秋田   | 選考用賞金獲得額 第5位                              | 3回目 （3年連続）   |
| 5  | 松浦悠士   | 広島   | 選考用賞金獲得額 第2位                              | 4回目 （4年連続）   |
| 6  | 平原康多   | 埼玉   | 選考用賞金獲得額 第7位                              | 13回目 （10年連続） |
| 7  | 新田祐大   | 福島   | 寬仁親王牌（前橋） 優勝                             | 8回目 （2年ぶり）   |
| 8  | 佐藤慎太郎 | 福島   | 選考用賞金獲得額 第6位                              | 8回目 （4年連続）   |
| 9  | 脇本雄太   | 福井   | 日本選手権（いわき平）・オールスター（西武園） 優勝 | 4回目 （2年ぶり）   |
|    |            |        |                                                     |                     |
|    | 清水裕友   | 山口   | 補欠選手                                            |                     |

## 成績

### 競走成績
- 12月30日（金）[7][8][9][10][11][12][13]
- 誘導員: 齊藤竜也（神奈川）

| 着 | 番 | 選手名     | 齢 | 府県   | 期別 | 級班 | 着差   | 上り | 決ま り手 | S/J H/B | 個人 状況                |
| -- | -- | ---------- | -- | ------ | ---- | ---- | ------ | ---- | --------- | ------- | ------------------------ |
| 1  | 9  | 脇本雄太   | 33 | 福井   | 94   | SS   |        | 11.3 | 捲り      | B       |                          |
| 2  | 1  | 古性優作   | 31 | 大阪   | 100  | SS   | 1/4輪  | 11.2 | マーク    |         |                          |
| 3  | 2  | 郡司浩平   | 32 | 神奈川 | 99   | SS   | 3/4輪  | 11.0 |           |         |                          |
|    |    |            |    |        |      |      |        |      |           |         |                          |
| 4  | 6  | 平原康多   | 40 | 埼玉   | 87   | SS   | 1/2身  | 11.0 |           |         |                          |
| 5  | 5  | 松浦悠士   | 32 | 広島   | 98   | SS   | 1身1/2 | 11.3 |           |         |                          |
| 6  | 7  | 新田祐大   | 36 | 福島   | 90   | SS   | 3/4身  | 11.6 |           |         | 走注（斜行）             |
| 7  | 8  | 佐藤慎太郎 | 46 | 福島   | 78   | SS   | 1身    | 11.2 |           |         |                          |
| 8  | 3  | 新山響平   | 29 | 青森   | 107  | SS   | 大差   |      |           | SJH     |                          |
| 失 | 4  | 守澤太志   | 37 | 秋田   | 96   | SS   |        |      |           |         | 失格（押圧） 入線順位：5 |

### 配当金額
| 1=6 | 810円 | (5) |

| 1=2=9 | 1,510円 | (2) |

| 6-1 | 1,260円 | (5) |

| 9-1-2 | 4,760円 | (1) |

| 1=6 | 830円 | (2) |

| 1=9 | 440円 | (4) |
| 2=9 | 330円 | (1) |
| 1=2 | 600円 | (9) |

| 6-1 | 1,260円 | (1) |

### レース概要
脇本が4度目の挑戦でグランプリを初優勝。打鐘から最終ホームと同じく、最終ホームから最終バックも10秒7の高速ラップタイムだった（上がりは11秒3）。

## エピソード
- 平塚での開催は、和田健太郎が制覇したKEIRINグランプリ2020以来2年ぶり9回目。

- 今開催のキャッチフレーズは「俺にはまだ グランプリがある」。

- 本年より元来は初日に行なわれていたガールズグランプリと2日目に行われていたヤンググランプリの日程を入れ替え、初日にヤンググランプリ、2日目にガールズグランプリを実施する事になった。なお、次回以降も同様とする[18]。

- 今開催はCOVID-19の影響で、平塚本場の入場者数を先着20,000人[注 1]と制限した上での開催となった[19]が、KEIRINグランプリ当日の入場に事前の抽選方式が取られなかったのは3年ぶりの事になった。なお、特別観覧席に関しては、3日間共に12月6日より事前にインターネットで発売し、会員登録の上クレジットカード決済で購入した人のみ入場可能とした。

- 前年は取りやめになったKEIRINグランプリ2022前夜祭については、12月20日にグランドニッコー東京 台場にて共同記者会見と共に行ったが、COVID-19の影響を考慮して本年も会場には関係者のみの招待とし、選手はリモートでの参加とした[20]。なお、共同記者会見はSPEEDチャンネルで生中継され、前夜祭は平塚競輪のYouTubeチャンネルで生配信された[21]。また、ガールズグランプリの前夜祭はオッズパークのYouTubeチャンネルで生配信された[22]。

- GP単体の目標額は63億円[23]であったが、売上額は前年よりアップしたものの62億4560万3400円[24][注 2]で、目標には惜しくも届かなかった。なお、2日目に行われたガールズグランプリは7億7703万4100円[25]で、こちらは目標額の6億5000万円をクリアした。

- シリーズ全体での目標額は130億円[26]だったが、シリーズ3日間の総売上額は131億3355万7500円[注 3][27]で目標額をクリアしている。なお、各日ごとの売上額は、初日20億397万8100円[28]、2日目23億8217万6900円[29]、最終日87億4740万2500円[30]。

### 放送関係
- 地上波では「坂上忍の勝たせてあげたいTV 人力最速王決定戦 KEIRINグランプリ2022」《日本テレビ系列全国ネット》を放送[31][32]。スタジオ司会は坂上忍と宇垣美里、解説は加藤慎平、実況は筒井大輔が担当。また、この中継ではBS日テレのみだった初日も含めてバンク内に設置した117台のカメラを用いた自由視点映像も放映している[33][注 4]。
  - BS日テレと日本テレビ[注 5]（関東ローカル）では、初日に行われたヤンググランプリ「若手人力最速王決定戦 ヤンググランプリ2022」[35]と、2日目に行われたガールズグランプリ「人力最速女王決定戦 ガールズグランプリ2022」[36]も生中継を実施している。ヤンググランプリはスタジオ司会は坂上忍と宇垣美里、ゲスト武井壮で、ガールズグランプリはスタジオ司会は武井壮と宇垣美里（坂上はボートレース住之江のイベントに参加の為にVTR出演のみ）。両日ともに解説は中野浩一、実況は筒井大輔が担当。なお、関東のキー局でKEIRINグランプリやGIの決勝戦以外が中継されたのは2002年の共同通信社杯競輪（宇都宮）の決勝戦をテレビ東京が中継して以来20年ぶりだった。

- BS放送では「KEIRINグランプリ2022」《NHK BS1》を放送。解説は中野浩一、実況は星野圭介アナウンサーが担当。

- 今大会は3年ぶりにラジオ放送も行われた[注 6][注 7]。2日目のガールズグランプリも含めて、ラジオNIKKEI第2放送で「ラジオNIKKEI冬の公営競技祭り！」として放送された。解説は両日ともに須田鷹雄、実況はガールズを大関隼アナウンサー、KEIRINグランプリを三浦拓実アナウンサーが担当。なお、ラジオNIKKEIが競輪中継を行うのはラジオたんぱ時代の2002年の第55回日本選手権競輪以来20年ぶりになった[注 8]。

### 競走データ
- 優勝賞金は本年も増額され、副賞500万円を含めると初めて1億2000万円を超える事になった。

- 本年もCOVID-19の対策のために、KEIRINグランプリの出場選手は開催初日の12月28日に競輪場入りした。

- 前回当地で行われた2020年と同様に、ヤンググランプリ・ガールズグランプリ・KEIRINグランプリの選手入場時の選手名読み上げは立木文彦が担当。選手入場曲はKEIRINグランプリは『止まらないHa〜Ha』（矢沢永吉）、ガールズグランプリは『FLY』（ALLY&DIAZ feat.MINMI&SATOSHI from 山嵐）、ヤンググランプリは『CHAINSAW BLOOD』（Vaundy）を使用。なお、ヤンググランプリ以外は前回と同様の曲が使われた。

- 守澤太志は、GPではKEIRINグランプリ2017の諸橋愛以来の失格。

- 3連単の1番人気決着は、大会初[37]。配当金額4,760円は、新賭式導入の2001年以降で大会最低記録を更新した（従来はKEIRINグランプリ02の6,050円）[38]。

- 脇本雄太が優勝したことにより、脇本は年間獲得賞金額を3億584万2300円とし、競輪のみならず公営競技初となる年間獲得賞金額3億円突破を達成した[39]。また、脇本はKEIRINグランプリでの勝利で当年は63戦51勝として年間勝率8割0分9厘5毛とし、1965年に高原永伍が記録した年間最高勝率である8割0分2厘4毛（81戦65勝）を57年ぶりに更新した[40]。